# Manitoba Cemetery, Caix
Pour les articles homonymes, voir Caix (homonymie).
Le Manitoba Cemetery, Caix   est un cimetière militaire de la Première Guerre mondiale situé en France, sur le territoire de la commune de Caix, dans le département de la Somme, au sud-est d'Amiens.

## Localisation
Ce cimetière est en pleine campagne, à 2,5 km au sud du village

## Histoire

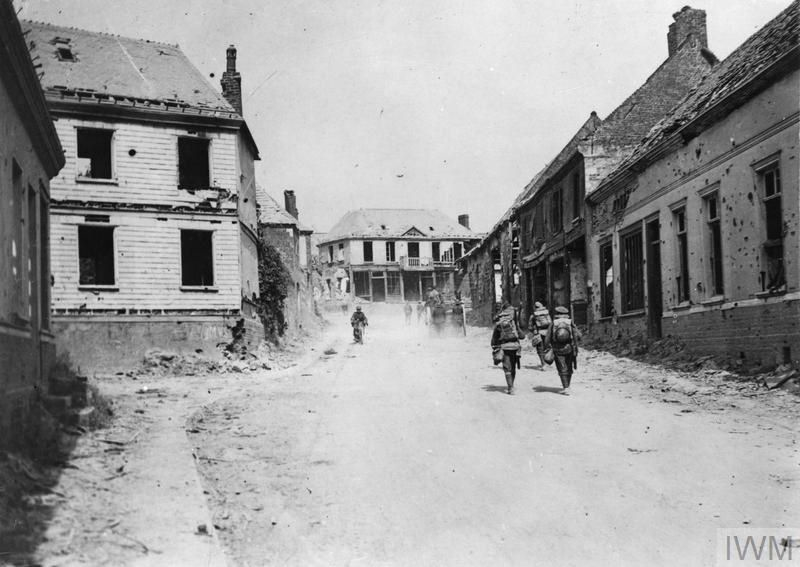
Soldats canadiens patrouillant dans le village le 18 août 1918.

Le village est occupé par les troupes du Commonwealth en mars 1917, le front se stabilisant ensuite à une cinquantaine de kilomètres à l'est .

En mars 1918, l'armée allemande lance, depuis les environs de Saint-Quentin, son Offensive du Printemps en vue conquérir Amiens. Le village, évacué de ses habitants tombe aux mains des Allemands et ne sera définitivement libéré que le 8 août 1918 par la 1ère Division canadienne après de violents combats.

Ce cimetière a été créé en août 1918 pour inhumer les soldats victimes des combats. Il doit son nom à la province canadienne de Manitoba d'où étaient originaires la plupart des soldats inhumés en ce lieu.

Le cimetière contient 120 sépultures dont sept ne sont pas identifiées,.

## Caractéristiques
Ce cimetière est entouré d'un muret de pierre.

La Croix du Sacrifice s'élève sur une  esplanade en bordure de la route.

Il  a été conçu par William Harrison Cowlishaw.

## Galerie

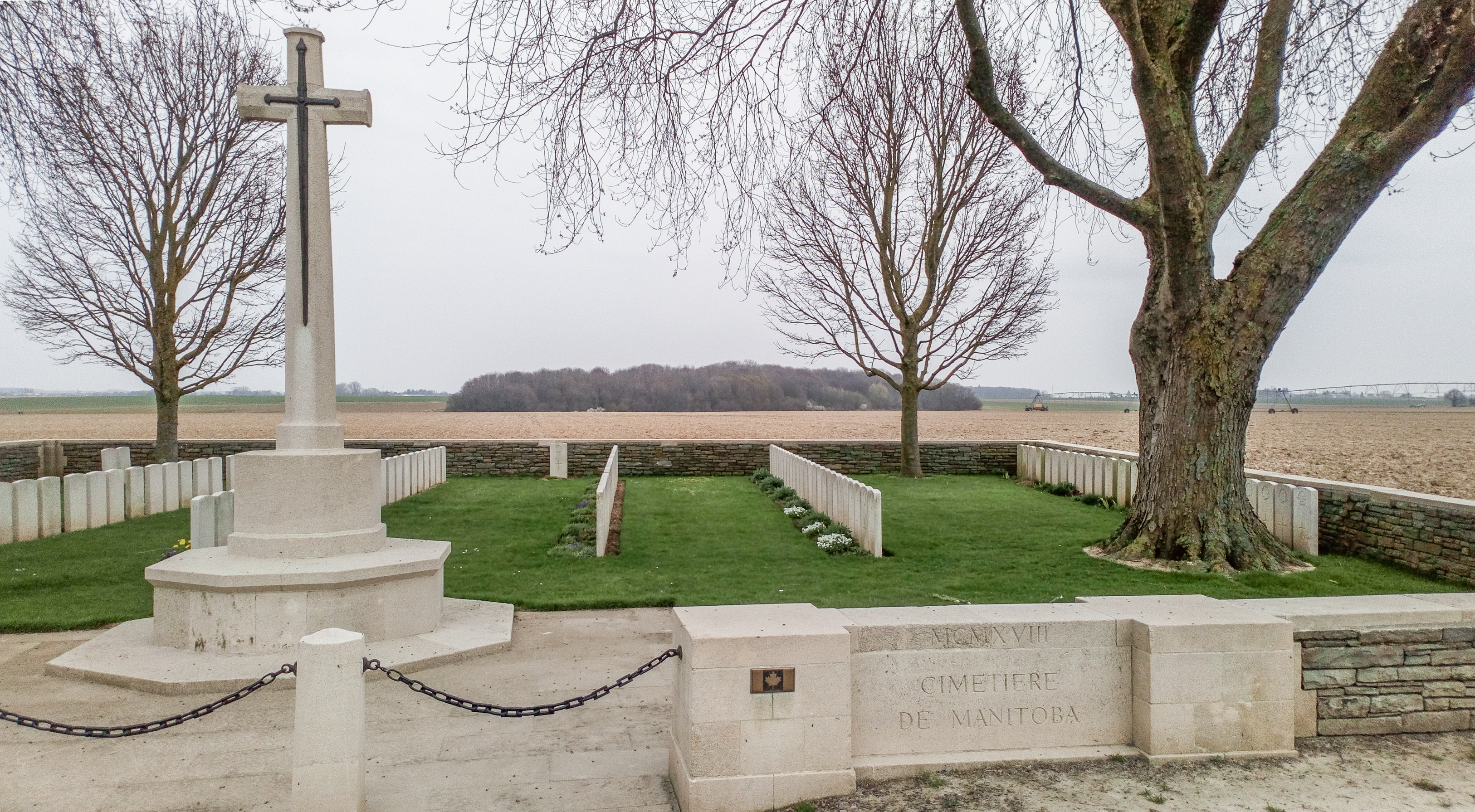
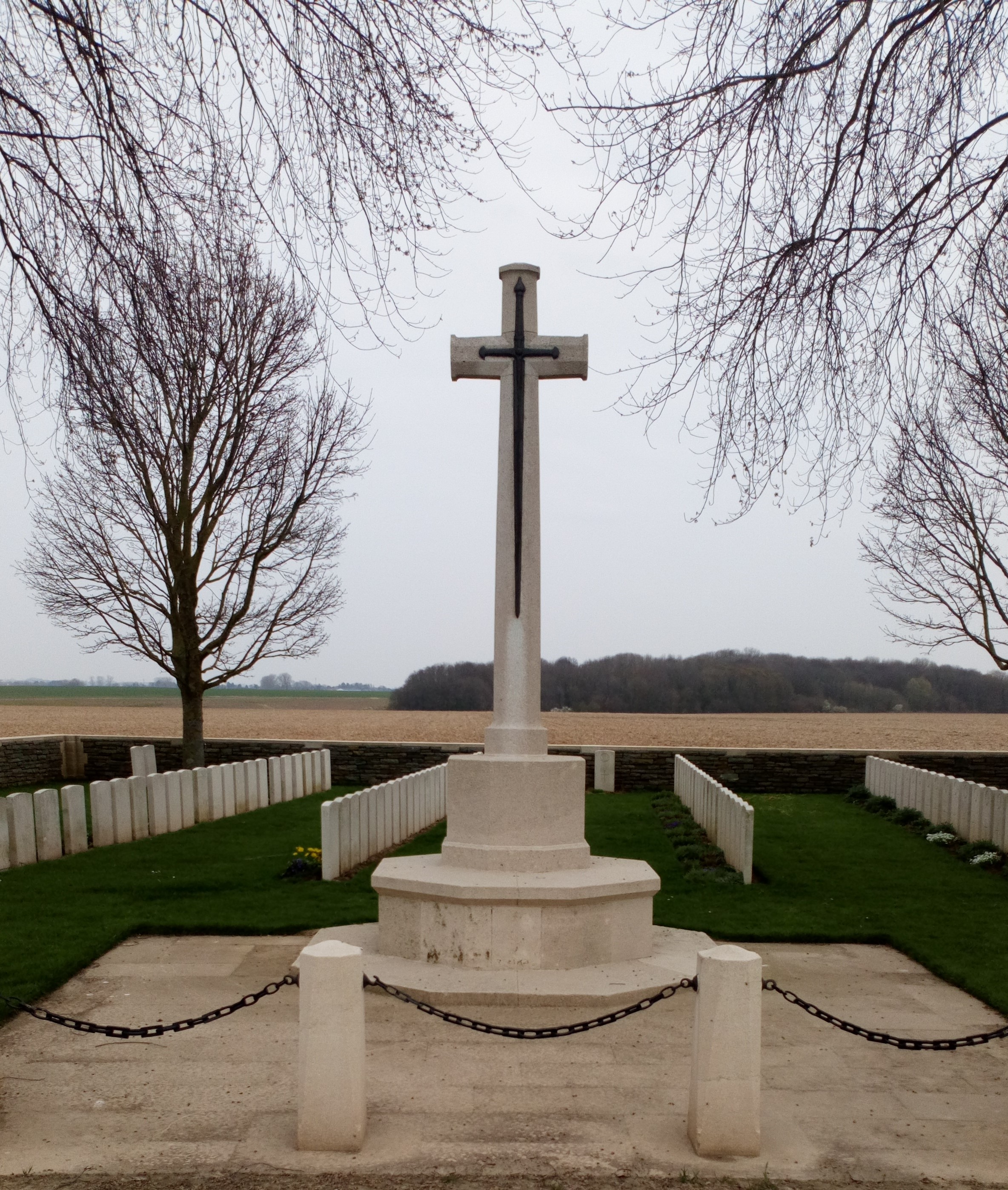
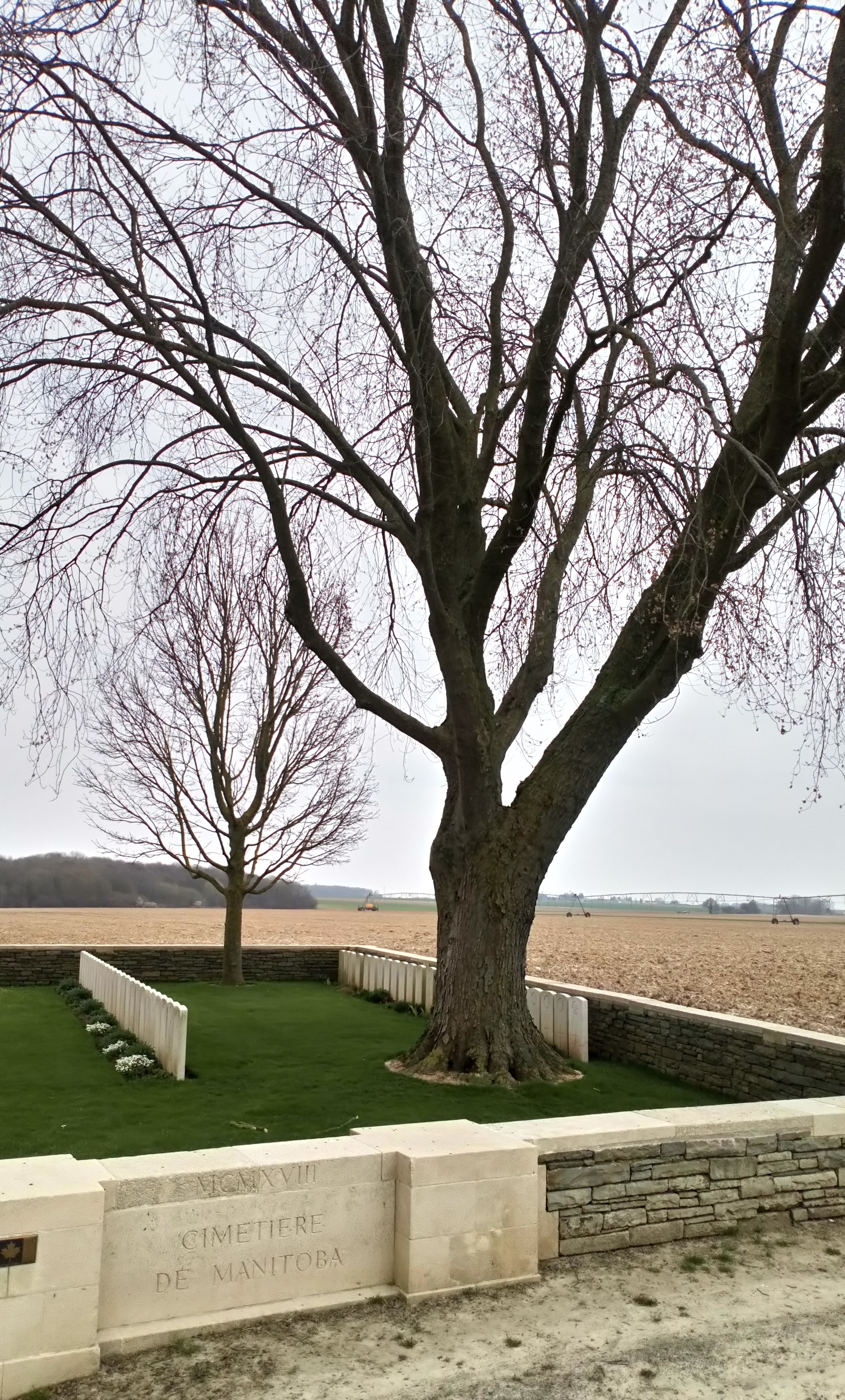
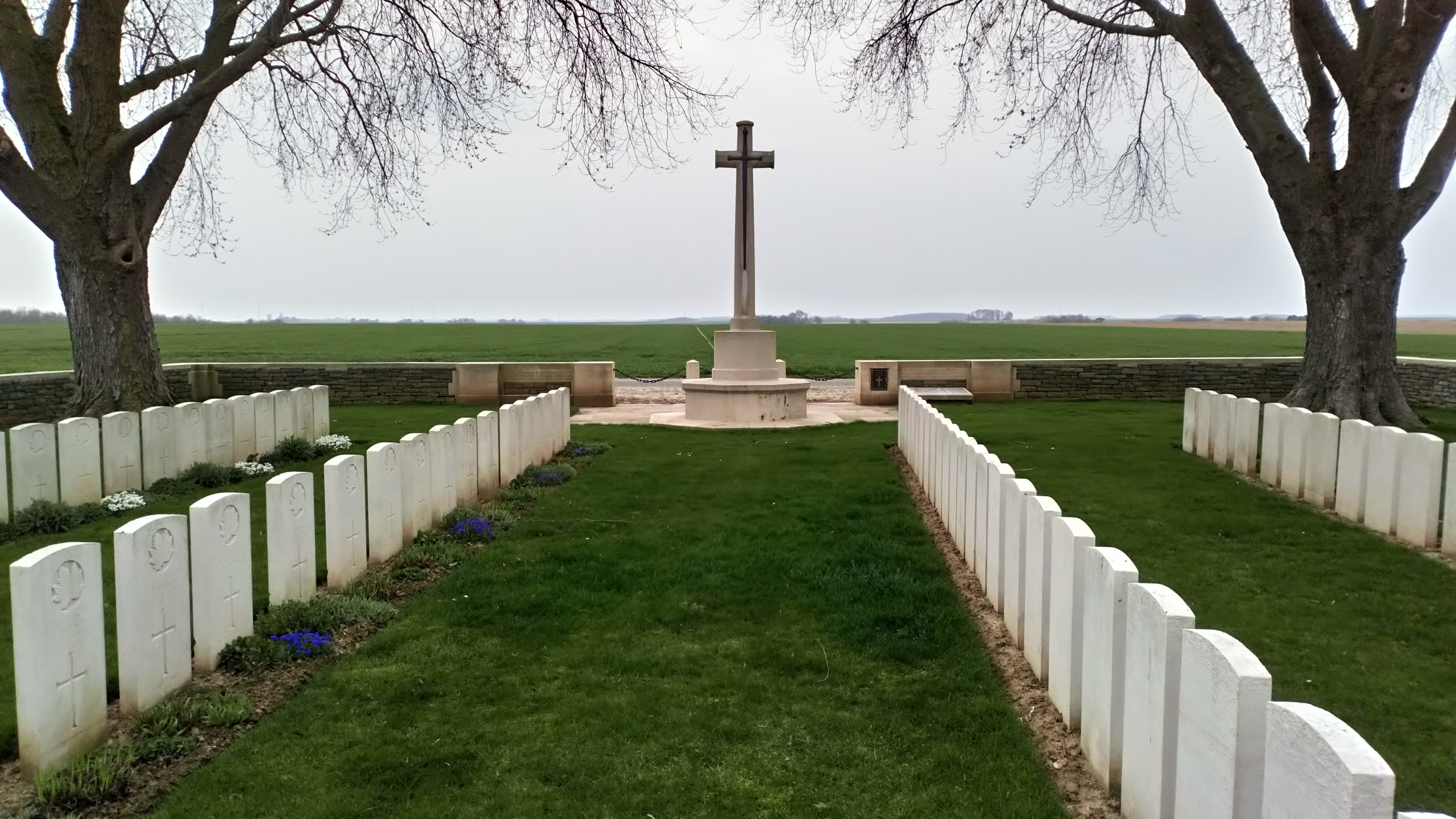
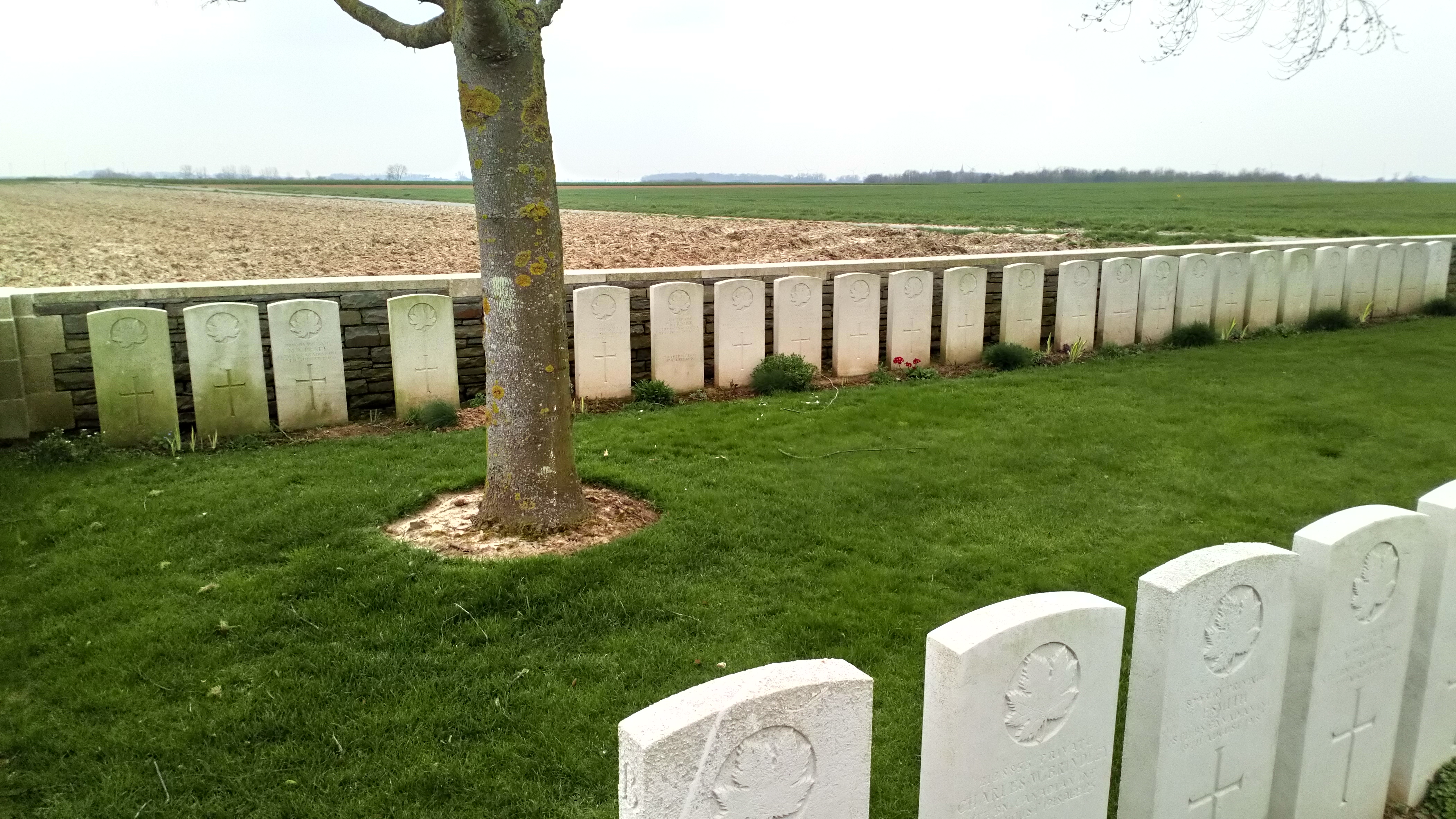

## Sépultures
| Pays        | Sépultures |
| ----------- | ---------- |
| Canada      | 118        |
| Royaume-Uni | 2          |
| Total       | 120        |